# Eugène-Anatole Demarçay

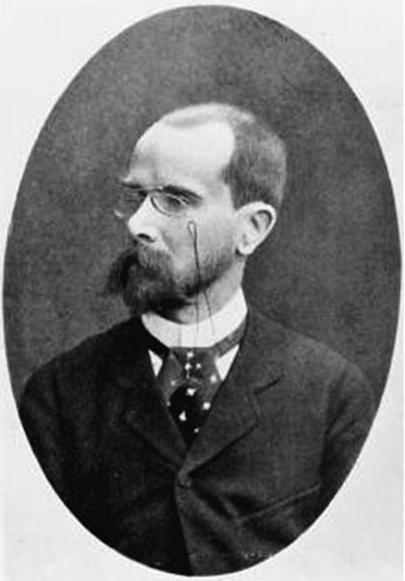
Eugène-Anatole Demarçay

Eugène-Anatole Demarçay (* 1. Januar 1852; † 5. März 1903 Paris) war ein französischer Chemiker.

## Leben
Demarcay studierte an der École polytechnique und war dort ab 1874 Assistent von Auguste André Thomas Cahours, bei dem er 1880 promoviert wurde. Später betrieb er seine Forschungen privat.
Demarçay war einer der Entdecker des Elements Europium, das er zunächst spektroskopisch nachwies und 1901 isolierte. Während dieser Zeit half er Marie Curie mit spektroskopischen Untersuchungen bei der Isolierung des Radiums aus Pechblende.
Er war einer der ersten Chemiker, die sich mit Geruchsstoffen von Pflanzen befassten. Er untersuchte Gase unter Druck bei tiefen Temperaturen und konstruierte eine Kältemaschine nach dem Joule-Thomson-Effekt. Mit seinem Lehrer Cahours untersuchte er Veresterungs-Reaktionen und verwendete als einer der Ersten Acetessigester für organische Synthesen. Ab 1880 befasste er sich mit Spektroskopie und verwendete diese zur Trennung seltener Erden, wofür er ein Verfahren mit rauchender Salpetersäure entwickelte. Das führte auch zu seiner Entdeckung von Europium.

## Schriften (Auswahl)
- Eugène Demarçay: Spectres électriques. Atlas. Gauthier-Villars, Paris 1895; OCLC 54317437.
- Eugène Demarçay: Sur les acides tétrique et oxytétrique et leurs homologues. Gauthier-Villars, Paris 1880; OCLC 25644291.

### Fachartikel
- Sur le spectre d'une substance radio-active. Comptes rendus, 127:1218, 1898.
- Sur le spectre du Radium. Comptes rendus, 129:716-717, 1899.
- Sur le spectre du radium. Comptes rendus, 131:258-259, 1900.